# Puccinia atragenicola
Puccinia atragenicola ist eine Ständerpilzart aus der Ordnung der Rostpilze (Pucciniales). Der Pilz ist ein Endoparasit der Alpen-Waldrebe. Symptome des Befalls durch die Art sind gelbe Rostflecken und Pusteln auf den Blattoberflächen der Wirtspflanzen. Das Verbreitungsgebiet umfasst die europäischen Alpen.

## Merkmale
Puccinia atragenicola ist mit bloßem Auge nur anhand der auf der Oberfläche des Wirtes hervortretenden Sporenlager zu erkennen. Sie wachsen in Nestern, die als gelbliche bis braune oder schwärzliche Flecken und Pusteln auf den Blattoberflächen erscheinen.
Das Myzel von Puccinia atragenicola wächst wie bei allen Puccinia-Arten interzellulär und bildet Saugfäden, die in das Speichergewebe des Wirtes wachsen. Die Telien der Art sind klein, rundlich und zu größeren Gruppen verbunden, die im Durchmesser etwa 3–4 cm messen. Sie sind graubraun gefärbt. Die Teleutosporen sind variabel, meist keulenartig geformt, zweizellig und 44–82 × 15–24 µm groß. Sie sind farblos bis bräunlich, ihre Stiele sind sehr kurz. Pycnien, Uredien und Aecien werden nicht ausgebildet.

## Verbreitung
Puccinia atragenicola besitzt ein Verbreitungsgebiet, das die Ost-, West- und Zentralalpen umfasst.

## Ökologie
Die Wirtspflanze von Puccinia atragenicola ist die Alpen-Waldrebe (Clematis alpina). Der Pilz ernährt sich von den im Speichergewebe der Pflanzen vorhandenen Nährstoffen, seine Sporenlager brechen später durch die Blattoberfläche und setzen Sporen frei. Die Art verfügt über einen Entwicklungszyklus, der lediglich Telien aufweist und ohne einen Wirtswechsel auskommt.